# پیاده‌روی

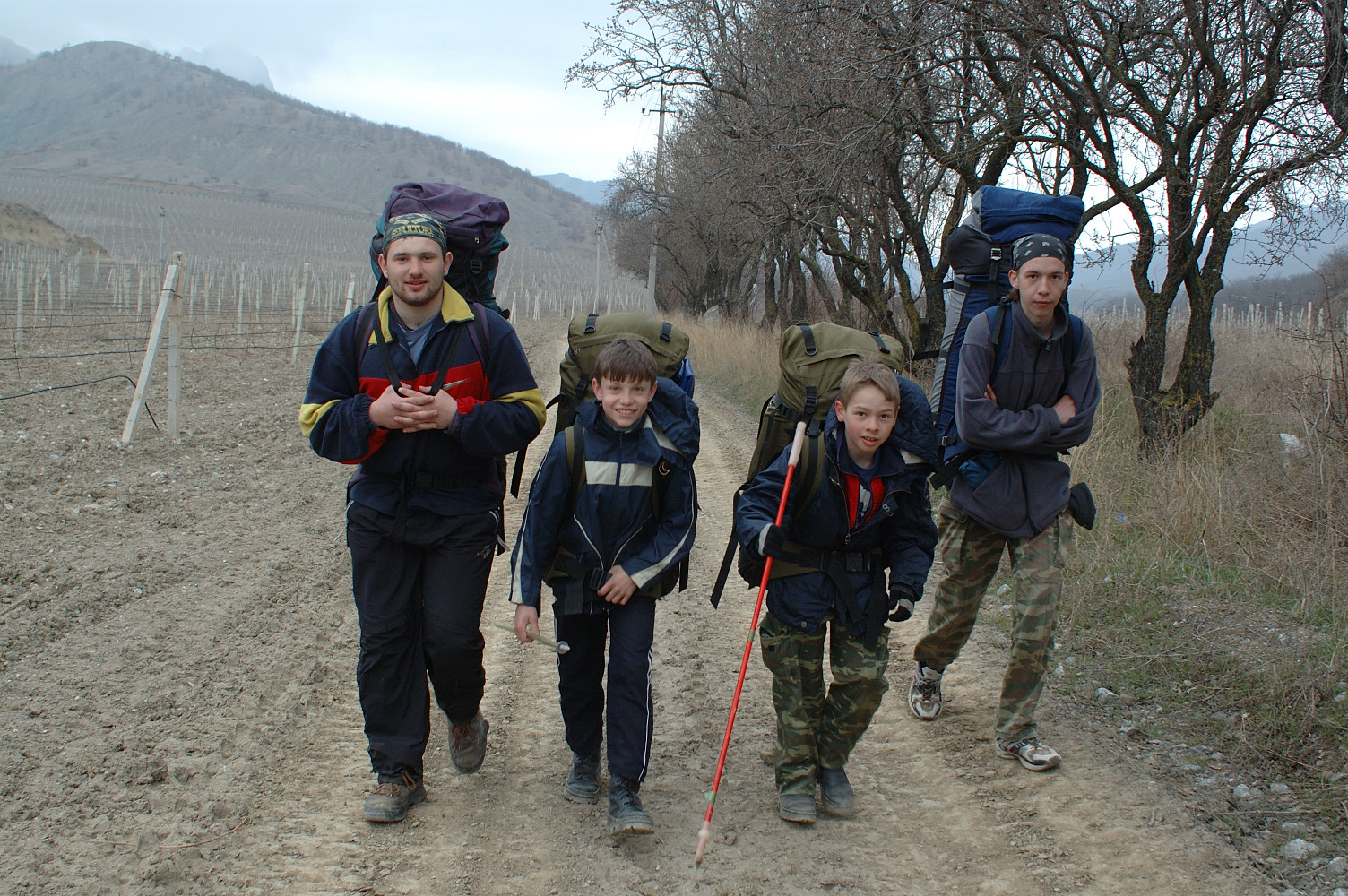

پیاده‌روی، راه رفتن، قدم زدن یا گام برداشتن، یکی از بخش‌های اصلی از نقل و انتقال حرکت در میان جانوران، موجودات زنده و انسان‌ها است و عموماً راه رفتن یکی از بخش‌های اصلی موجودات زنده به‌شمار می‌آید.
راه رفتن بر پایه سرعت تا حد زیادی می‌تواند با توجه به عواملی مانند قد، وزن، سن، سطح زمین، فرهنگ و تناسب اندام متفاوت باشد. سرعت راه رفتن انسان به‌طور متوسط حدود ۵٫۰ کیلومتر در ساعت یا حدود ۳٫۱ مایل در ساعت است.
گرچه پیاده‌روی فعالیتی آسان برای عضلات و یک تمرین عالی کاردیو است، مشخصا کالری کمتری نسبت به دویدن یا شنا کردن می‌سوزاند؛ مثلاً یک فرد ۷۰ کیلویی، با پیاده‌روی با سرعت ۵ کیلومتر بر ساعت به مدت ۹۰ دقیقه می‌تواند ۵۰۰ کالری بسوزاند. حالا اگر همان فرد، تنها ۴۵ دقیقه و با سرعت ۸ کیلومتر بر ساعت بدود، یا ۴۰ دقیقه شنای قورباغه انجام دهد، به همان میزان کالری خواهد سوزاند. پس شنا، که ورزشی آسان و ایدئال برای مفاصلتان است، جایگزین کالری‌سوز خوبی برای پیاده‌روی است. راهنمای فعالیت فیزیکی ۲۰۰۸ آمریکا، توصیه می‌کند تا هر هفته به مدت ۱۵۰ تا ۳۰۰ دقیقه تمرینات کاردیویی مانند پیاده‌روی انجام دهید تا از فواید سلامتی آن بهره‌مند شوید.
پیاده‌روی می‌تواند سلامت عاطفی را بهبود بخشد، علائم مرتبط با بیماری‌های مزمن سلامت روان مانند اضطراب و افسردگی را کاهش دهد و بر رفاه عاطفی تأثیر مثبت بگذارد. پیاده‌روی منظم جریان خون را به مغز و بدن افزایش می‌دهد و بر محور هیپوتالاموس-هیپوفیز-آدرنال که مسئول پاسخ به استرس است تأثیر می‌گذارد. پیاده‌روی می‌تواند اضطراب و افسردگی را کاهش دهد، پیاده‌روی موجب آرامش و افزایش سلامت روانی است. پیاده‌روی در فضای باز، به‌ویژه در طبیعت، می‌تواند به افراد در رفع فشار و کاهش تنش، تمرکز مجدد و ارتباط با افکارشان کمک کند و به بهبود سلامت روانی و روانی منجر شود. علاوه بر این، راه رفتن با دیگران می‌تواند تعامل اجتماعی را فراهم کند، که باعث افزایش بیشتر خلق و خو و عزت نفس می‌شود. پیاده‌روی یک ورزش همه‌کاره است که نه تنها تاب آوری فیزیکی را بهبود می‌بخشد، بلکه طیف وسیعی از مزایای سلامتی را هم برای بدن و روان ارائه می‌دهد.

## تاریخچه
میلیون‌ها سال پیش، اجداد ما مانند ما نبودند. آن‌ها به نام انسان‌تباران شناخته می‌شدند و در آفریقا زندگی می‌کردند. این انسان‌های اولیه بر روی دو پا راه می‌رفتند که به آن دوپایی می‌گویند. این توانایی راه رفتن به صورت ایستاده به آن‌ها کمک کرد تا بر روی علف‌های بلند ببینند، شکارچیان را شناسایی کنند و مسافت‌های طولانی را برای پیدا کردن غذا و آب طی کنند. با گذشت زمان، انسان‌های اولیه تکامل یافتند. آن‌ها پاهای قوی‌تر و تعادل بهتری پیدا کردند که پیاده‌روی را آسان‌تر و کارآمدتر کرد. این تغییر به آن‌ها اجازه داد تا به نقاط مختلف جهان مهاجرت کنند و از آفریقا به آسیا، اروپا و فراتر از آن گسترش یابند.
با شکل‌گیری جوامع، پیاده‌روی به بخشی مهم از زندگی روزمره تبدیل شد. در تمدن‌های باستانی مانند مصر، یونان و روم، مردم برای تجارت، رفتن به مدرسه و دیدن دوستان خود پیاده‌روی می‌کردند. جاده‌هایی ساخته شد تا پیاده‌روی را آسان‌تر کند و برخی از این جاده‌ها هنوز هم امروز استفاده می‌شوند.
امروز، پیاده‌روی هنوز هم یک روش محبوب برای جابجایی است. بسیاری از مردم به مدرسه، محل کار یا فقط برای تفریح پیاده‌روی می‌کنند. شهرهای مختلف در سراسر جهان در حال ساختن پیاده‌روها و پارک‌های بیشتری هستند تا مردم را به پیاده‌روی تشویق کنند. حتی رویدادهایی مانند ماراتن‌های پیاده‌روی و پیاده‌روی‌های خیریه وجود دارد که مردم را برای حمایت از اهداف خوب گرد هم می‌آورد.
با پیشرفت فناوری، راه‌های جدیدی برای پیاده‌روی در حال بررسی است. برخی از شهرها در حال طراحی محله‌های «قابل پیاده‌روی» هستند که همه چیز در نزدیکی آن‌ها قرار دارد و این کار پیاده‌روی را به جای رانندگی آسان‌تر می‌کند.

## سلامتی

### قلب
قلب یک انسان بالغ معمولی، در هر سال حدوداً ۴۴ میلیون بار می‌تپد و در هر روز، قلب شما ۱۵۴۴۴ لیتر خون را به سرتاسر بدنتان می‌فرستد. قلب، یک ماهیچه است و برای قویتر کردن آن لازم است تا آن را ورزش دهید (همان‌طور که هر ماهیچهٔ دیگر بدنتان را ورزش می‌دهید)
اما بد نیست بدانید که بدن هر فرد، حتی یک دوندهٔ بسیار کارآزموده، در برخی موقعیت‌های معین، بی هوازی کار می‌کند. برای نمونه، در یک بازی فوتبال در مواقعی که به ناگهان در تعقیب توپ با تمام قوا حرکتی انفجاری انجام می‌دهید بدن به‌طور بی هوازی انرژی تولید می‌کند. با این وجود، هرچه شما از نظر بدنی آماده‌تر شوید، بدن دیرتر به مرحلهٔ تولید بی هوازی می‌رسد؛ به این حد اصطلاحاً «آستانهٔ بی هوازی» گفته می‌شود. «آستانهٔ بی هوازی» به نقطه‌ای گفته می‌شود که بدن وارد مرحلهٔ تولید انرژی به روش بی هوازی می‌شود.
دلیلی که باید آستانهٔ بی‌هوازی خود را بالا ببرید این است که اگر انرژی تان را عمدتاً از منابع بی‌هوازی تأمین کنید، نمی‌توانید هیچ فعالیتی را برای مدتی طولانی ادامه دهید. ذخیرهٔ انرژی بی‌هوازی (بستگی به اینکه از نظر بدنی چه اندازه آماده باشید) تنها می‌تواند بین ۵ تا ۶۴ ثانیه دوام آورد.
محققان بر این باورند که همین محصول جانبی (اسید لاکتیک)، علت دردناکی و گرفتگی ماهیچه‌ها پس از انجام یک ورزش سنگین است. در اینجا نیز بسته به اینکه آمادگی بدنی تان چقدر باشد، بدن تان به یک یا بیش از یک روز استراحت نیاز دارد تا بتواند اسید لاکتیک را به اجزایش تجزیه کند و به این شکل، اسید لاکتیک از بین برده شود.البته نباید فراموش کرد که قدری گرفتگی و درد ماهیچه‌ها پس از فعالیت، طبیعی است و بخشی از فرایندی است که برای آماده شدن از نظر بدنی باید سپری کنید. به تدریج که خودتان را تمرین دهید، خواهید دید که با بازدهی بیشتری (یعنی هوازی تر) می‌توانید فعالیت کنید و قادر به انجام فعالیت‌های دشوارتری نیز شده‌اید.

### دیابت
پیاده‌روی یک شکل ساده و در عین حال قدرتمند از ورزش است که می‌تواند برای افراد مبتلا به دیابت مفید باشد. دیابت وضعیتی است که بر نحوه پردازش قند توسط بدن تأثیر می‌گذارد و منجر به افزایش سطح قند خون می‌شود. پیاده‌روی منظم به کنترل این سطوح کمک می‌کند و سلامت کلی را ارتقا می‌دهد. هنگامی که راه می‌روید، ماهیچه‌های شما از گلوکز (قند) جریان خون برای انرژی استفاده می‌کنند. این فرایند به کاهش سطح قند خون کمک می‌کند و پیاده‌روی را راهی مؤثر برای مدیریت دیابت می‌کند. تحقیقات نشان می‌دهد که حتی پیاده‌روی‌های کوتاه بعد از غذا می‌تواند به‌طور قابل توجهی افزایش قند خون را کاهش دهد، که به ویژه برای مبتلایان به دیابت نوع ۲ مفید است. پیاده‌روی علاوه بر تنظیم قند خون به مدیریت وزن کمک کند، که برای افراد مبتلا به دیابت بسیار مهم است، زیرا وزن اضافی می‌تواند کنترل قند خون را پیچیده کند.

## فعالیت تفریحی
بسیاری از مردم از پیاده‌روی به عنوان تفریحی در دنیای مدرن عمدتاً شهری لذت می‌برند و این یکی از بهترین شکل‌های ورزش است. برای برخی، پیاده‌روی راهی برای لذت بردن از طبیعت و فضای بیرون است؛ و برای دیگران جنبه جسمی، ورزشی و استقامت از اهمیت بیشتری برخوردار است.
پیاده‌روی انواع مختلفی دارد، از جمله پیاده‌روی‌های پیاده‌روی ساده، پیاده‌روی در ساحل، کوهپیمایی، پیاده‌روی نروژی، پیاده‌روی سگی و یخ پیمایی. بعضی از افراد ترجیح می‌دهند در فضای بسته روی تردمیل یا در یک سالن بدنسازی قدم بزنند. برخی دیگر ممکن است از یک گام‌شمار برای شمارش قدم‌های خود استفاده کنند. Hiking کلمه ای معمول است که در کانادا، ایالات متحده و آفریقای جنوبی برای پیاده‌روی‌های شدید استفاده می‌شود. در بخش انگلیسی زبان آمریکای شمالی اصطلاح پیاده‌روی برای پیاده‌روی‌های کوتاه به خصوص در شهرها استفاده می‌شود.
جشنواره‌های پیاده‌روی و سایر رویدادهای پیاده‌روی هر ساله در بسیاری از کشورها برگزار می‌شود. بزرگ‌ترین رویداد پیاده‌روی چند روزه در جهان، راهپیمایی بین‌المللی چهار روزهٔ نایمگن در هلند است. "Vierdaagse" (که در هلندی به معنی "رویداد چهار روزه" است) یک پیاده‌روی سالانه است که از سال ۱۹۰۹ رخ داده است. از سال ۱۹۱۶ در نایمگن برگزار شده است. بسته به گروه سنی و دسته‌بندی، افراد پیاده باید هر روز به مدت چهار روز ۳۰، ۴۰ یا ۵۰ کیلومتر قدم بزنند. رویداد غیرنظامی در سال‌های اخیر تعداد آنها افزایش یافته است، و در حال حاضر بیش از ۴۰٬۰۰۰ نفر مشارکت دارند، از جمله حدود ۵۰۰۰ نظامی. به دلیل ازدحام جمعیت در مسیر، از سال ۲۰۰۴ برگزار کنندگان تعداد شرکت کنندگان را محدود کرده‌اند. در ایالات متحده آمریکا، سالانه پیاده‌روی روز کارگر در پل مکیناک، میشیگان وجود دارد که بیش از ۶۰٬۰۰۰ شرکت کننده را به خود اختصاص می‌دهد. این بزرگ‌ترین رویداد پیاده‌روی یک روزه است؛ در حالی که پیاده‌روی Bridge Chesapeake Bay در مریلند هر سال بالغ بر ۵۰٬۰۰۰ شرکت کننده را به خود اختصاص می‌دهد. طول این پیاده‌روی‌ها از دو مایل (۳ کیلومتر) یا پنج کیلومتر تا ۵۰ مایل (۸۰ کیلومتر) است. پیاده‌روی MS Challenge Walk یک پیاده‌روی ۸۰ کیلومتری یا ۵۰ مایلی است که پول را برای مبارزه با بیماری اسکلروز جمع می‌کند، در حالی که پیاده در Oxfam Trailwalker 100 کیلومتر یا ۶۰ مایل را پوشش می‌دهد.

## قابلیت پیاده‌روی
قابلیت پیاده‌روی اخیراً در بین برنامه ریزان شهری در برخی جوامع مورد توجه قرار گرفته است تا زمین‌ها و جاده‌های مناسب برای عابران پیاده ایجاد شود که اجازه می‌دهد تا رفت و آمد، خرید و تفریح با پیاده‌روی انجام شود. مفهوم قابلیت پیاده‌روی به عنوان معیاری از میزان تطبیق پذیری یک منطقه با پیاده‌روی بوجود آمده است. برخی از جوامع حداقل تا حدی فاقد اتومبیل هستند، و آنها را به ویژه طرفدار پیاده‌روی و سایر شیوه‌های حمل و نقل می‌کند. در ایالات متحده، شبکه فعال زندگی نمونه ای از تلاش هماهنگ برای توسعه جوامع دوستانه‌تر به پیاده‌روی و سایر فعالیت‌های بدنی است.